# Вулиця Лісова (Тернопіль)
Вулиця Лісова — вулиця в мікрорайоні «Кутківці» міста Тернополя.

## Відомості
Розпочинається від вулиці Тернопільської, пролягає на північ, згодом — на схід, де і закінчується. Ймовірно, свою назву отримала через близькість до Пронятинського лісу. На вулиці розташовані приватні будинки.